# アロウズ・A22
アロウズ・A22は、アロウズが2001年のF1世界選手権参戦用に開発したフォーミュラ1カー。デザイナーはマイク・コフラン。チーム2年目のヨス・フェルスタッペンと、レッドブルの支援を受けてF1デビューしたエンリケ・ベルノルディがドライブした。

## 開発と経緯
A22は前年度有望であったA21の改良型であった。しかしその開発は、2年連続で搭載エンジンが変わったことにより進まなかった。ルノーエンジンをベースとしたスーパーテックに代わって、アジアテックエンジンを搭載することになったが。これは2000年にプロスト・グランプリで結果を出せなかったプジョーエンジンがバッジネームを換えたものであり、スーパーテックに比べるとパワーが足りず、信頼性にも欠けていた。
チームは小型の燃料タンクを搭載することを決定した。シーズン序盤、少ない燃料を積んだ軽い車体で走るという戦術によってフェルスタッペンが好結果をもたらした。ベルノルディはリタイアが多く、総じてフェルスタッペンの方が上位でフィニッシュした。ブラジルGPでフェルスタッペンはトップを走行していたウィリアムズのファン・パブロ・モントーヤの後部に衝突し、両者共にリタイアした。
第7戦モナコGPでは少しでもダウンフォースを得ようとして、ノーズ先端の上方に苦肉の策ともいえるミニウィングを装着した。木曜日はこの仕様で走行したが、国際自動車連盟 (FIA) から危険な構造物と判定され、土曜日以降は使用が禁止された。モナコではジョーダン・EJ11も似たようなノーズ上のウィングにトライしていた。
シーズンが進むにつれて、テスト不足と予算不足の影響が現れ始めた。フェルスタッペン、ベルノルディ共にグリッド後方に沈み、チームの焦点は翌シーズンに移動した。オーナーのトム・ウォーキンショーはコスワースエンジンの獲得を保証した。
チームは結局1ポイントを得、コンストラクターズランキング10位でシーズンを終えた。

## F1における全成績

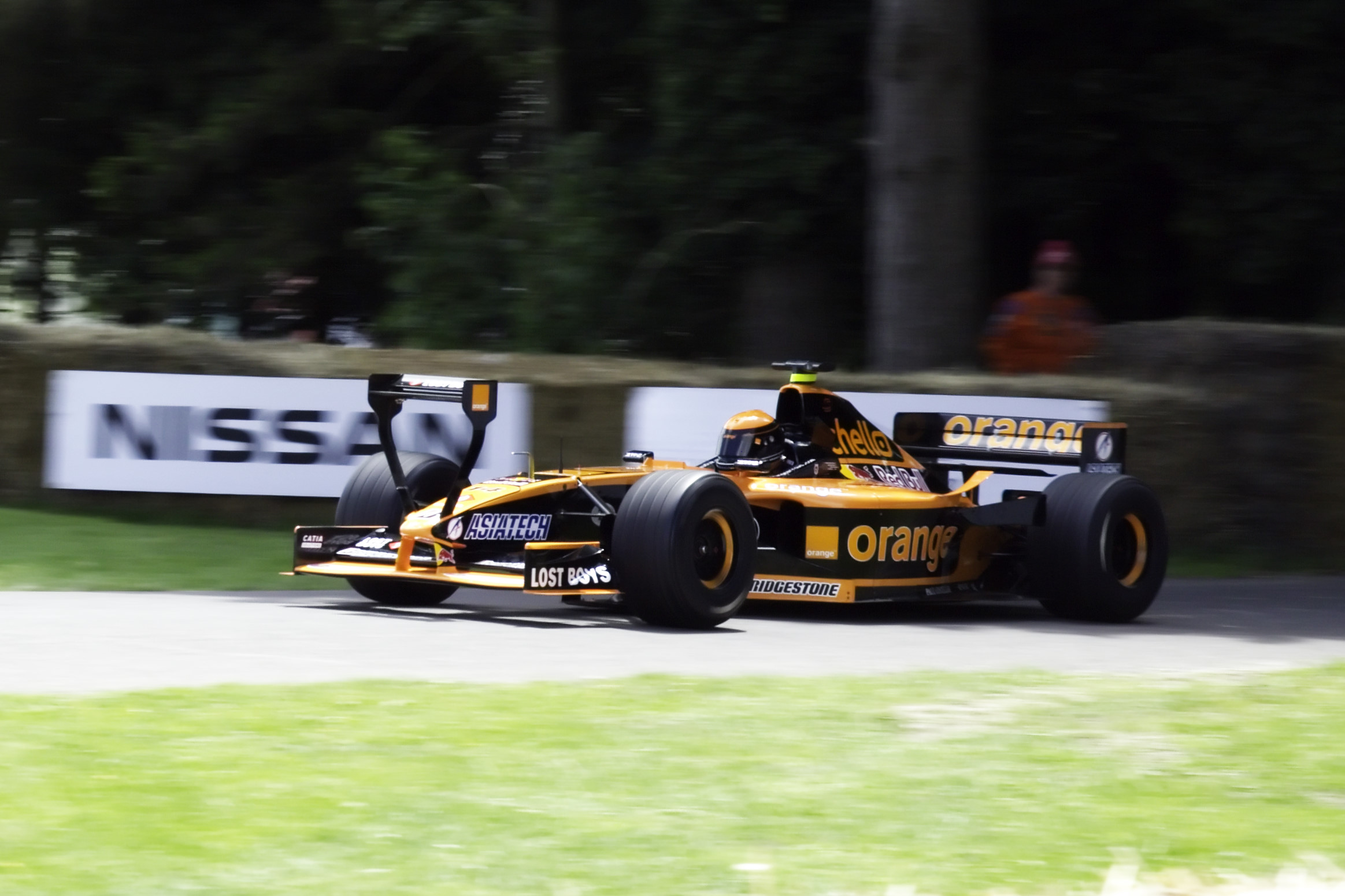
A22（2011年撮影）。ノーズ上にモナコ仕様のミニウィング。

(key) （太字はポールポジション）
| 年     | チーム   | エンジン         | タイヤ | ドライバー       | 1   | 2   | 3   | 4   | 5   | 6   | 7   | 8   | 9   | 10  | 11  | 12  | 13  | 14  | 15  | 16  | 17  | ポイント | 順位 |
| ------ | -------- | ---------------- | ------ | ---------------- | --- | --- | --- | --- | --- | --- | --- | --- | --- | --- | --- | --- | --- | --- | --- | --- | --- | -------- | ---- |
| 2001年 | アロウズ | アジアテック V10 | B      |                  | AUS | MAL | BRA | SMR | ESP | AUT | MON | CAN | EUR | FRA | GBR | GER | HUN | BEL | ITA | USA | JPN | 1        | 10位 |
| 2001年 | アロウズ | アジアテック V10 | B      | フェルスタッペン | 10  | 7   | Ret | Ret | 12  | 6   | 8   | 10  | Ret | 13  | 10  | 9   | 12  | 10  | Ret | Ret | 15  | 1        | 10位 |
| 2001年 | アロウズ | アジアテック V10 | B      | ベルノルディ     | Ret | Ret | Ret | 10  | Ret | Ret | 9   | Ret | Ret | Ret | 14  | 8   | Ret | 12  | Ret | 13  | 14  | 1        | 10位 |

## 参照
- Henry, Alan (ed.) (2001). AUTOCOURSE 2001-2002. Hazleton Publishing Ltd.. pp. 86-87. ISBN 1-903135-06-0